# Mutiny on the Bounty (1935)
Mutiny on the Bounty (bra: O Grande Motim; prt: Revolta na Bounty, ou A Revolta na Bounty) é um filme estadunidense de 1935, dos gêneros aventura e drama, dirigido por Frank Lloyd, com roteiro baseado no romance homônimo de autoria de Charles Nordhoff e James Norman Hall, por sua vez baseado num caso real.

## Sinopse
O filme relata a história verídica, ocorrida em 1789, de Fletcher Christian, que comandou um motim no navio inglês Bounty, por não concordar com a forma severa com que seu capitão, William Blight, os comandava. Esse acontecimento provocou uma reformulação na forma como os capitães da marinha britânica passaram a comandar seus navios.

## Elenco
- Charles Laughton .... capitão William Bligh
- Clark Gable .... tenente Fletcher Christian
- Franchot Tone .... Roger Bryan
- Herbert Mundin .... Smith
- Eddie Quillan .... marujo Thomas Ellison
- Dudley Digges .... Dr. Bacchus
- Donald Crisp .... marujo Thomas Burkitt
- Henry Stephenson .... sir Joseph Banks
- Francis Lister .... capitão Nelson
- Spring Byington .... sra. Byam
- Movita .... Tehanni
- Mamo Clark .... Maimiti
- Byron Russell .... Quintal
- Percy Waram .... marujo Coleman
- David Torrence .... lorde Hood
- John Harrington .... tenente Purcell
- Douglas Walton .... Stewart
- Ian Wolfe .... Maggs

## Principais prêmios e indicações
- Venceu na categoria de melhor filme.
- Indicado na categoria de  melhor ator (Laughton, Gable e Franchot), melhor diretor, melhor trilha sonora, melhor edição e melhor roteiro.
- Prêmio NYFCC 1936 (New York Film Critics Circle Awards, E.U.A.) - Venceu na categoria de melhor ator (Charles Laughton).

## Galeria

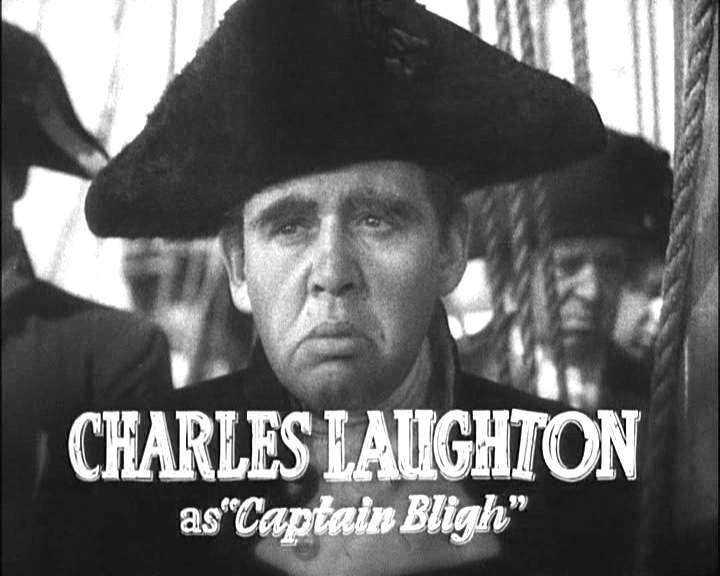
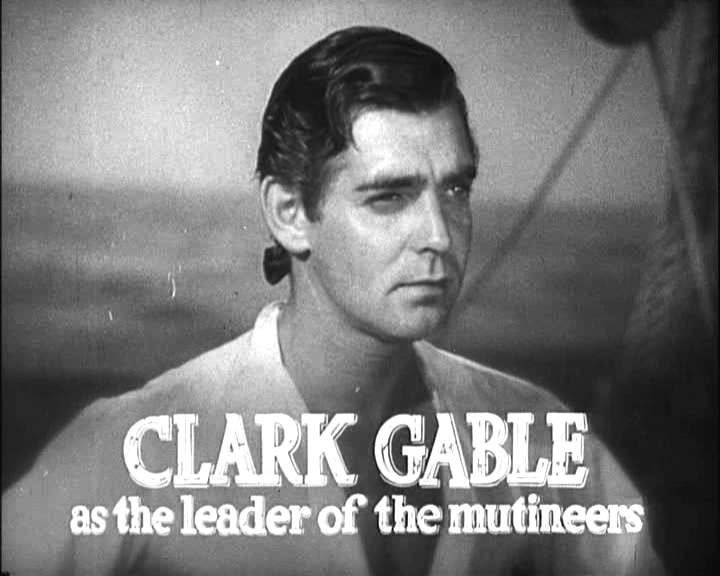
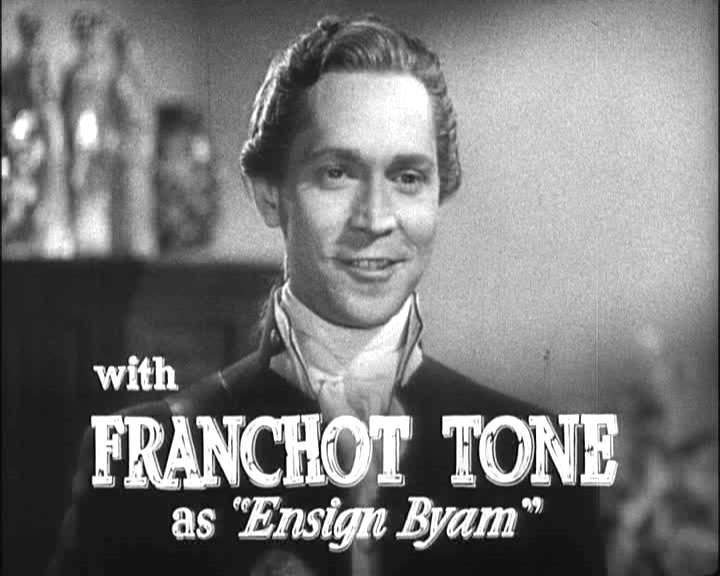
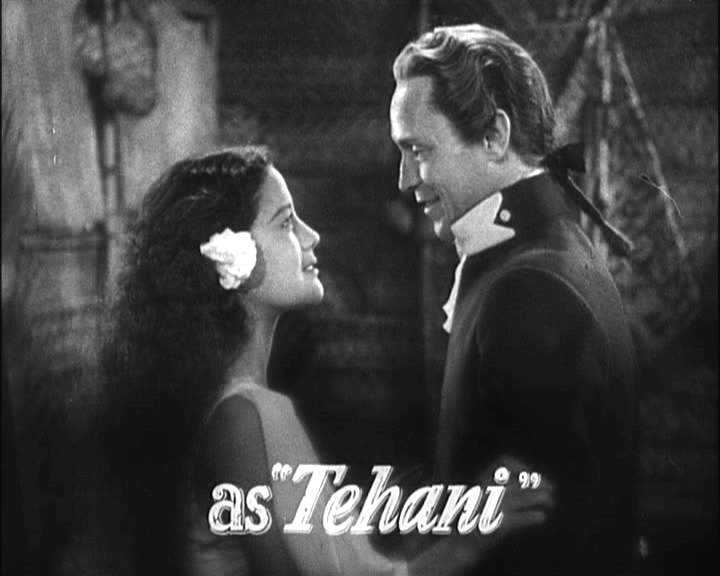
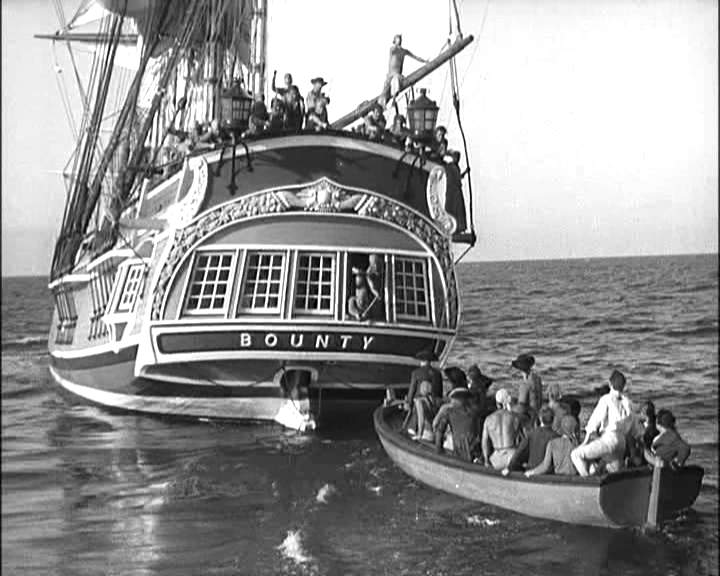
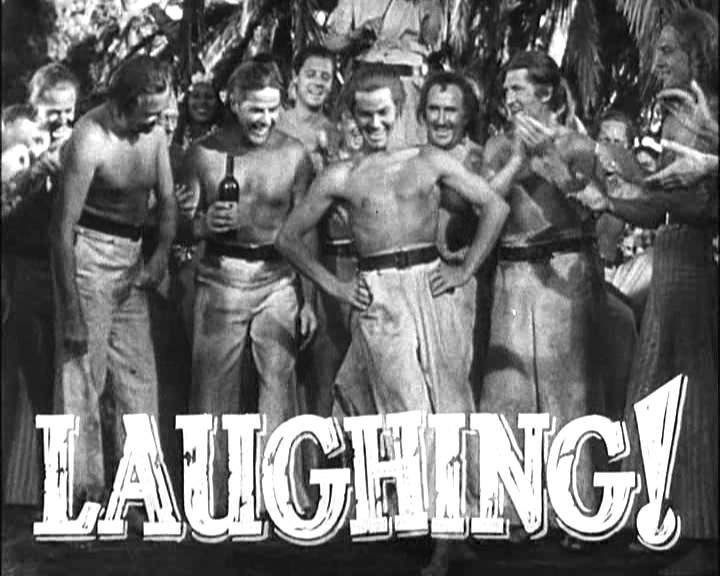
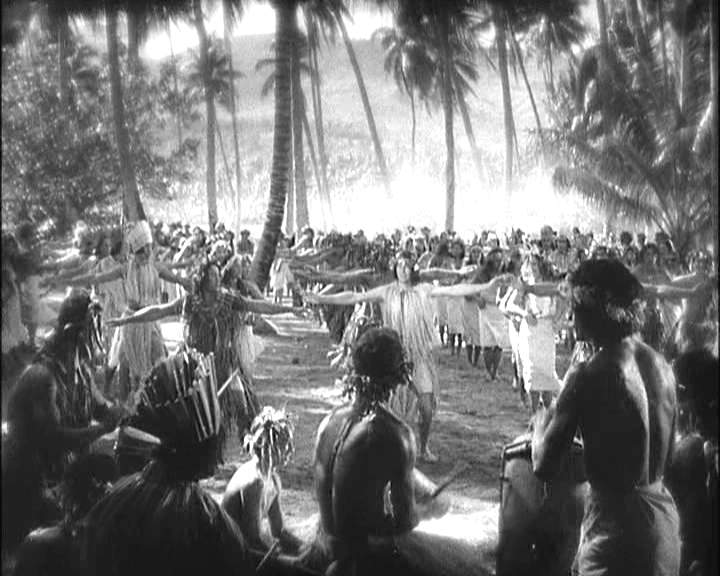
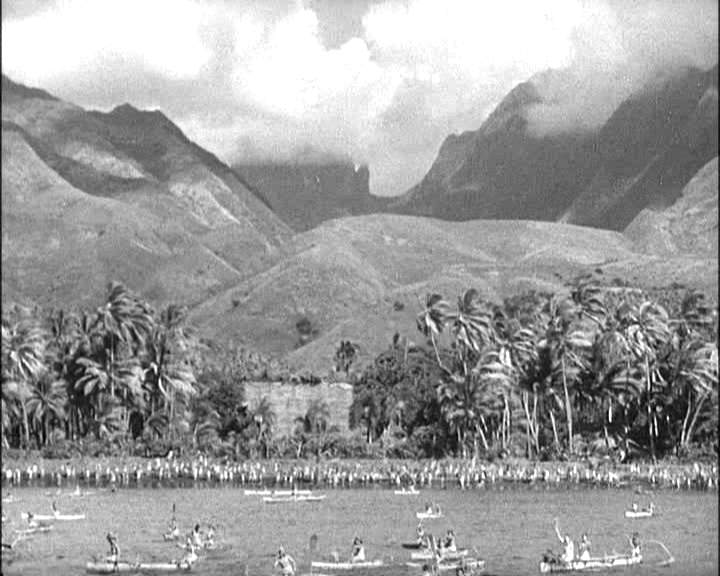
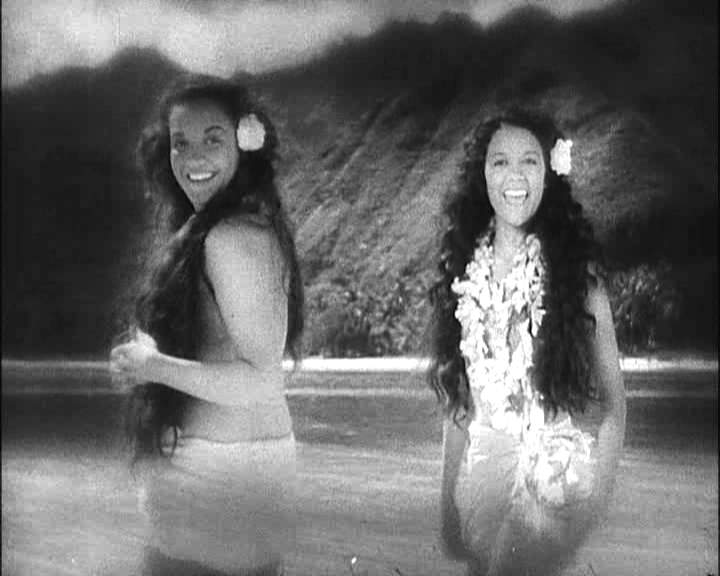
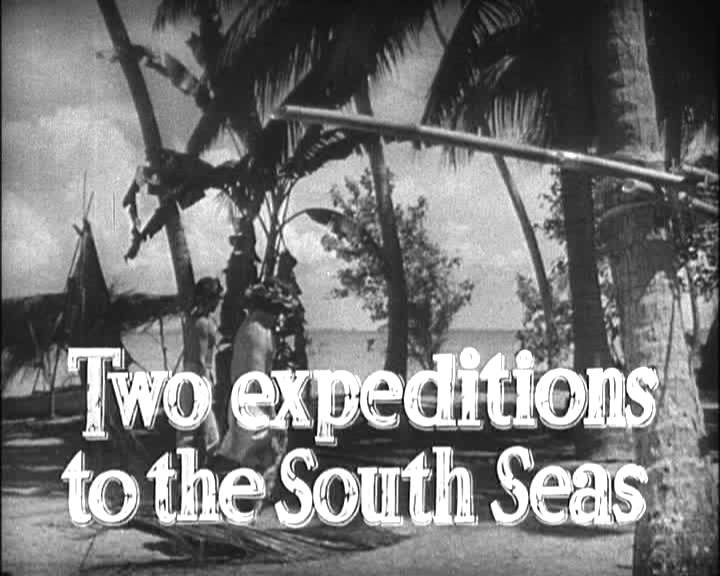
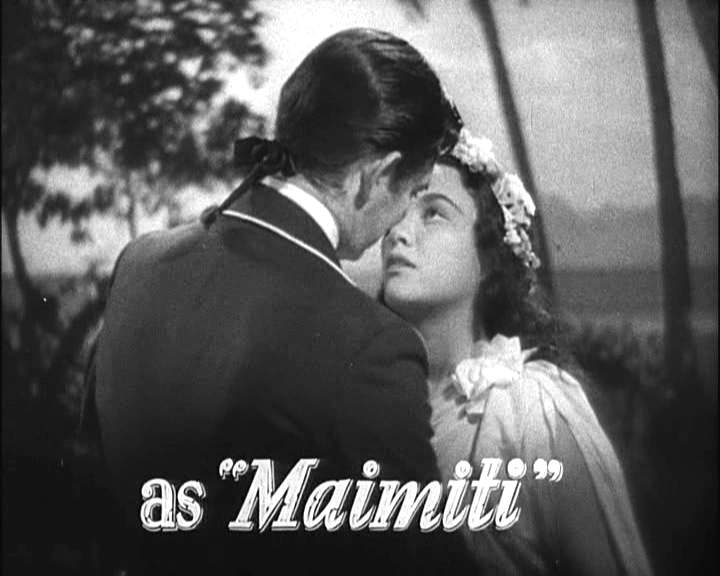
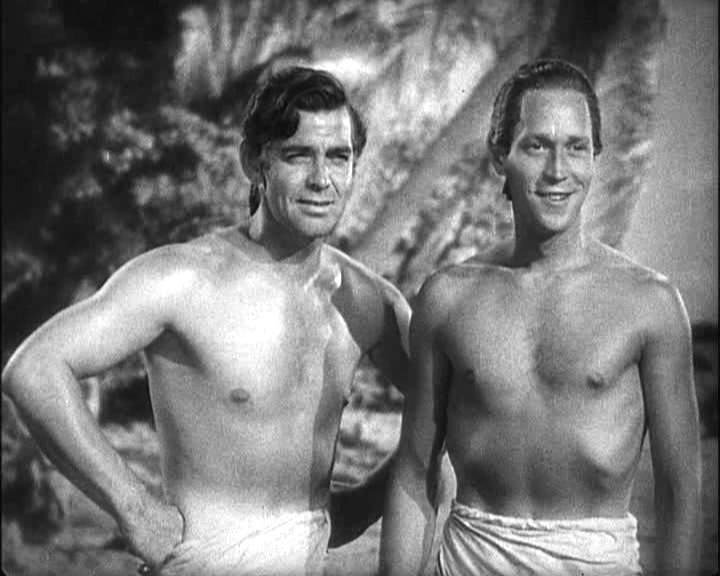